# Brenda Navarro
Brenda Navarro (Ciudad de México, 26 de febrero de 1982) es una escritora, socióloga y economista mexicana conocida por sus novelas Casas vacías y Ceniza en la boca.
Fundadora del proyecto #EnjambreLiterario donde se publican obras escritas por mujeres. Ganadora del XLII Premio Tigre Juan de novela 2020 por Casas vacías y Premio Cálamo, categoría libro del año 2022, por Ceniza en la boca.

## Trayectoria
Es egresada de la Universidad Nacional Autónoma de México en donde estudió sociología y economía. Asimismo, estudió una maestría en Estudios de Género, Mujeres y Ciudadanía en la Universidad de Barcelona.
Ha colaborado con diversas ONG, tales como Artículo 19 Capítulo México y Cátedra UNESCO de Derechos Humanos de la Facultad de Ciencia Políticas de la Universidad Nacional Autónoma de México.
Es fundadora de #EnjambreLiterario, un proyecto integrado por un grupo de personas buscando abrir espacios de difusión para voces femeninas en Latinoamérica desde 2016 y hasta el 2020. Publicó Agosto de Tatiana Maillard, El libro de Aisha de Sylvia Aguilar Zéleney, Brazilian no es una raza de Wendy Treviño, Una casa con jardín de Itzel Guevara Del Ángel.
Hoy participa en talleres tales como ¿Mi casa es un campo de batalla? y ¿Escribiremos el mundo o el mundo nos reescribirá? de La Casa Encendidade fundación montemadrid así como Talleres de Escritura Creativa y Talleres y cursos de Economía con perspectiva de género.
En el 2018, junto a Kaja Negra, una editorial independiente de periodismo, lanzó Casas Vacías, su primera novela. En ésta cuestiona la maternidad impuesta por la sociedad y sobre todo el dolor de una mujer ante la desaparición de un hijo.
Forma parte de la red Ellas Cuidan, la cual busca poner de manifiesto que el trabajo creativo implica para las mujeres una triple jornada. A través de esta red se busca promover el diálogo en torno a la escritura y al trabajo doméstico.
Ha participado en el comité organizador del Encuentro Escritoras y Cuidados que se lleva a cabo en el marco del Día de la Escritora en España, y tiene por objetivo de visibilizar el trabajo de las mujeres en la literatura, con ello hacer frente a la discriminación.
En marzo de 2022 publicó su segunda novela Ceniza en la boca en la editorial Sexto Piso, que resultó finalista de la Bienal de Novela Mario Vargas Llosa.

## Obras

### Novela
- Casas vacías (2018 en digital, 2020 en impreso)
- Ceniza en la boca (2022)

### Cuento
- «El asalto a Raúl Castro» (2013), en la revista Nagari.[11]
- «La cobija azul» (2013), en la revista Nagari.[12]
- «Jauría de perros», en República de los Lobos. Antología del cuento mexicano reciente (2015), de José Manuel García Gil (compilador).

### Ensayo
- «La construcción de redes, una respuesta antes las políticas migratorias de Estados Unidos» (2018)
- «4 diatribas y media en la Ciudad de México» en Tsunami 2, de Gabriela Jauregi (compiladora)[13]

### Poesía
- «4 diatribas y media en la Ciudad de México», en Tsunami 2 (2020)

## Premios y reconocimientos
- (2019). English Pen Translation Award.[14]
- (2020). Premio Tigre Juan (2020).[15]
- (2022). Premio Cálamo, categoría Libro del Año 2022 por Ceniza en la boca.[16]
- (2022). Libro del Año (ficción) concedido por las Librerías de Madrid por Ceniza en la boca.[17]
- (2023). Premio Arzobispo Juan de San Clemente[18]